# Итурбиде, Грасьела
Грасьела Итурбиде Герра (исп. Graciela Iturbide Guerra; род. 16 мая 1942, Мехико) — мексиканский фотограф.

## Биография
Старшая из 13 детей. Училась в Университетском центре кинематографии при Национальном автономном университете Мексики (UNAM). В 1970 была ассистентом у Мануэля Альвареса Браво. В фотографии ориентировалась на Анри Картье-Брессона, Йозефа Куделку, Себастьяна Сальгадо.
Помимо Мексики, где Итурбиде больше всего снимала в Хучитане--де-Сарагосе (куда её в 1979 году пригласил художник Франсиско Толедо), она работала в Панаме, Аргентине, ГДР, Индии, Венгрии, Франции, США, на Кубе и Мадагаскаре.
Один из сыновей — композитор Мануэль Роча Итурбиде (род. 1963).

## Выставки
Первая персональная экспозиция Итурбиде состоялась в 1980 в г. Оахака. Впоследствии её персональные выставки проходили в Центре Помпиду в Париже (1982), Музее современного искусства в Сан-Франциско (1990), Музее современного искусства в Монтеррее (1996), Художественном музее Филадельфии (1998), Музее изобразительных искусств в Буэнос-Айресе (2000), музее Гетти (2007—2008) и др. В 2009 ретроспективная выставка работ выдающегося фотографа прошла в Мадриде.

## Альбомы
- Eyes to fly with: portraits, self-portraits, and other photographs/ Fabienne Bradu, ed. Austin: University of Texas Press, 2006

## Признание
Премия Уильяма Юджина Смита (1987), международная премия Хигашикава (Хоккайдо, 1990), международная премия «Хассельблад» (2008, см.: ) и др.